# Shimizu-ku
Shimizu-ku (清水区?) è uno dei tre quartieri amministrativi della città di Shizuoka, in Giappone.